# Synagoge (Trets)

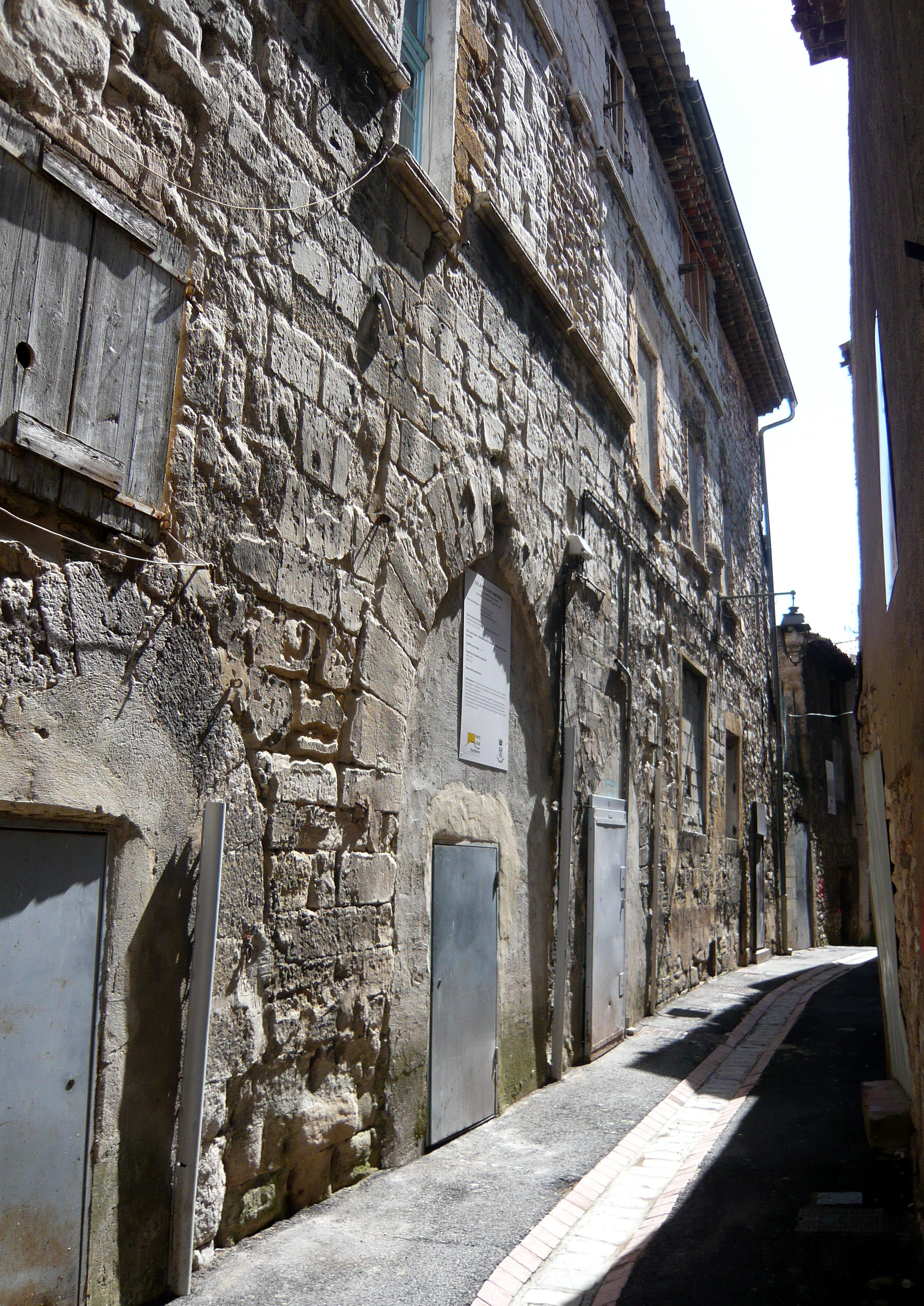
Ehemalige Synagoge in Trets

Die Synagoge in Trets, einer französischen Gemeinde Département Bouches-du-Rhône in der Region Provence-Alpes-Côte d’Azur, wurde im 12. Jahrhundert errichtet. Die profanierte Synagoge in der Rue Paul Bert ist seit 1926 als Monument historique klassifiziert.
Die Synagoge befindet sich im ehemaligen jüdischen Wohnviertel. Sie wurde laut einem notariellen Verzeichnis 1493 verkauft. 
Das Gebäude besitzt mehrere spitzbogige Eingänge und Zwillingsfenster.